# جايس أوليفيرو
جايس أوليفيرو (بالإنجليزية: Jayce Olivero)‏ (2 يوليو 1998 بجبل طارق في المملكة المتحدة - ) هو لاعب كرة قدم بريطاني في مركز الدفاع. شارك مع منتخب جبل طارق لكرة القدم. أما مع النوادي، فقد لعب مع Lions Gibraltar F.C. ‏.

## روابط خارجية
- جايس أوليفيرو على موقع الاتحاد الدولي (مؤرشف)  (الإنجليزية)
- جايس أوليفيرو على موقع الاتحاد الأوربي (الإنجليزية)
- جايس أوليفيرو على موقع قاعدة بيانات كرة القدم.إي يو (الإنجليزية)
- جايس أوليفيرو على موقع ناشيونال فوتبول تيمز (الإنجليزية)
- جايس أوليفيرو على موقع Soccerway.com (الإنجليزية)